# Pseudobalistes naufragium
Pseudobalistes naufragium és un peix teleosti de la família dels balístids i de l'ordre dels tetraodontiformes.

## Morfologia
Pot arribar als 100 cm de llargària total.

## Distribució geogràfica
Es troba a les costes del Pacífic oriental (des de Baixa Califòrnia fins a Xile).